# Girls band

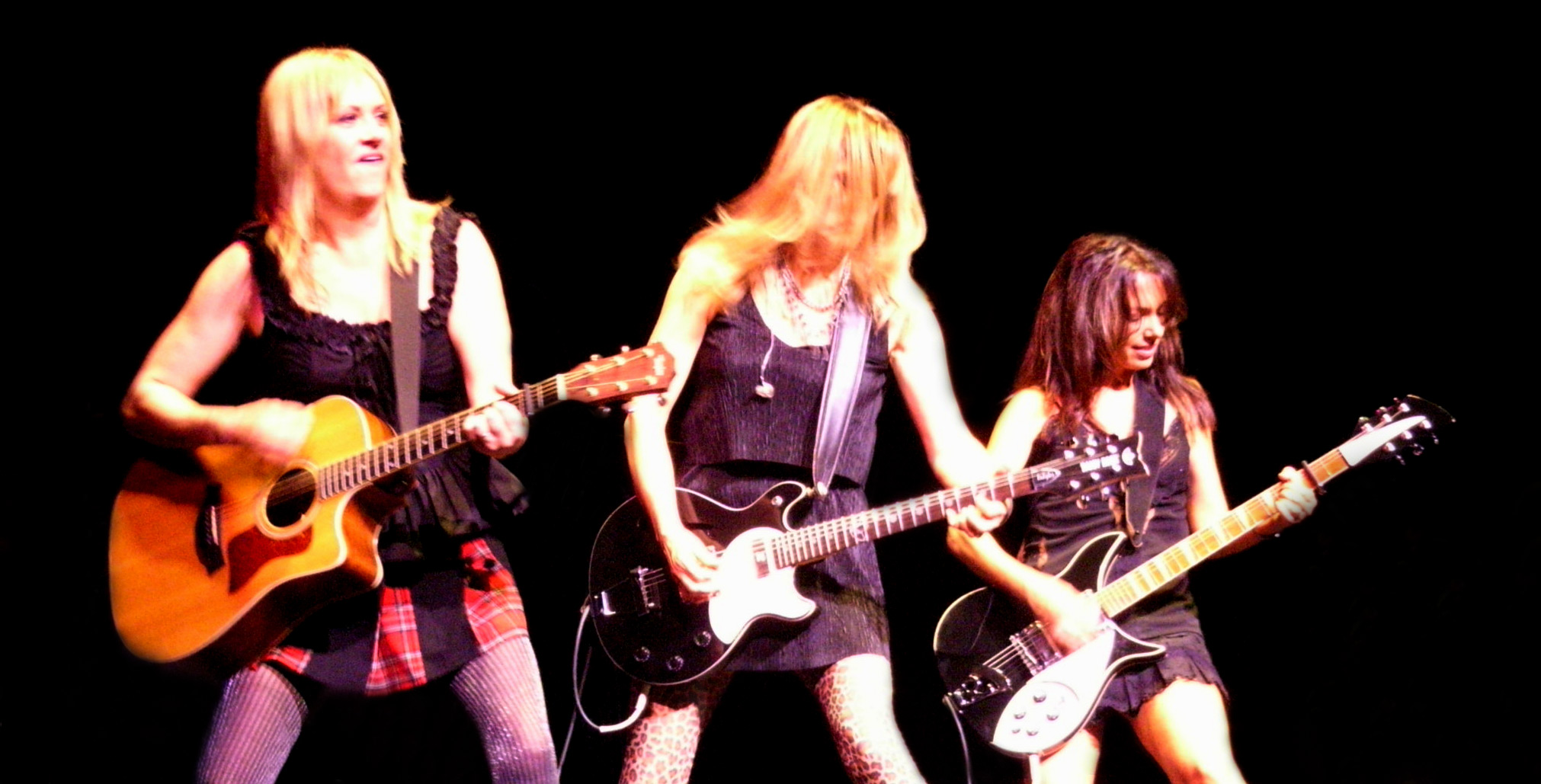
Le girls band américain The Bangles.

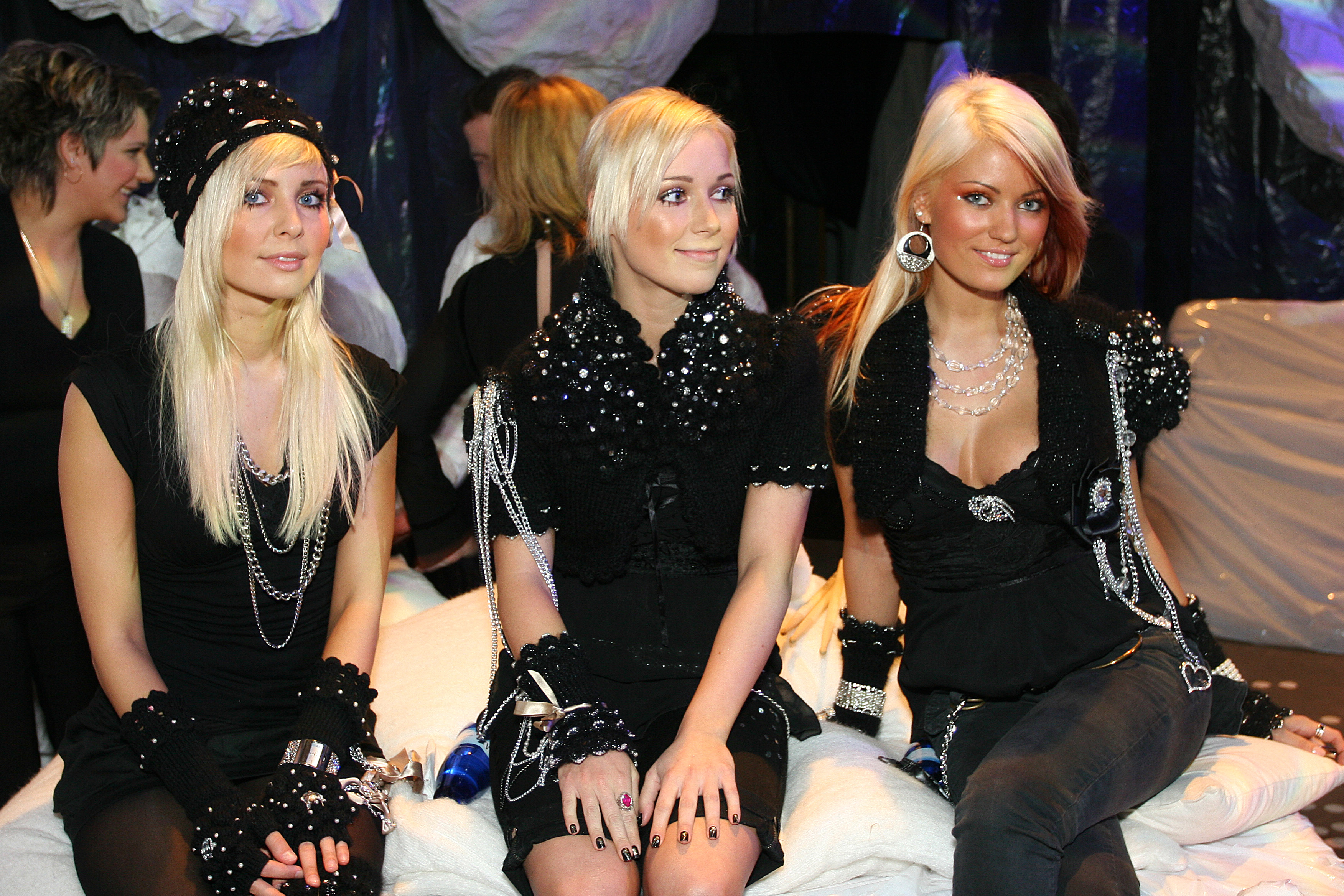
Vanilla Ninja, un girls band estonien formé en 2002.

Un girls band, ou girl band, en français « groupe de filles », est une formation musicale 
uniquement féminine, dont les membres jouent et chantent à la fois. Le girls band a pour pendant masculin le boys band (« groupe de garçons »). 

## Concept
On distingue en anglais les girls bands des girl groups, formations où les femmes chantent mais ne jouent pas,. 
Les girls groups les plus connus et ayant enregistré sont arrivés avec l'émergence du jazz et notamment International Sweethearts of Rhythm fondé en 1937.
Avec l'arrivée du rock 'n' roll et les garage bands, les premiers groupes composés uniquement de femmes qui jouent et chantent font leur apparition dans les années 1960. Très peu signent avec de grandes compagnies ou sortent des albums. Ceux-ci sont très recherchés par les collectionneurs. Citons par exemple le groupe Feminine Complex qui sort un album de même nom dans les années 1960 et en 1968 Philosophy of the world du groupe atypique The Shaggs.  
Dans les années 1970, durant la seconde vague du féminisme, apparait aussi un courant de musique féministe qui organise des festivals de musique. Le premier a lieu en 1973 à l'université de Sacramento.